# Abulites (род)
Abulites (лат.) — род клопов из семейства древесных щитников. Эндемик Южной Африки.

## Описание
Длина тела около 1 см. Всё тело, за исключением спинной поверхности брюшка с многочисленными точечными пятнами; общий цвет тела грязно жёлтый, перемежающийся многочисленными тёмными точечными пятнами. От близких родов отличается следующими признаками: костальный край переднего крыла с характерным бугорком к основанию; параклипеи вогнуты сублатерально, достигают заднего конца антеклипеуса, но не выходят за его пределы; 1-й усиковый сегмент значительно выступает за передний конец головы; буккулы объединены сзади, довольно слабо развиты, достигают с задним концом 1-го сегмента рострума до заднего конца головы; рострум достигает передних концов задних тазиков; максиллярный бугорок отсутствует. Брюшной шипик короткий, достигает переднего концов задних тазиков; коннексива с короткими полосами или пятнами на переднем и заднем краях; органы Пендерграста имеются только на 7 стерните. Антенны 5-члениковые. Лапки состоят из двух сегментов. Щитик треугольный и достигает середины брюшка, голени без шипов.
- Abulites fuscosparsus (Stål, 1853)
- Abulites sparsus (Germar, 1837)
  - =Cimex sparsus Germar, 1837